# 2 Dywizja Kawalerii (II RP)
2 Dywizja Kawalerii (2 DK) – wielka jednostka kawalerii Wojska Polskiego.

## Historia dywizji
2 Dywizja Kawalerii została sformowana w 1924 roku, w wyniku reorganizacji jednostek jazdy, przemianowanej równocześnie na kawalerię. Dowództwo dywizji zorganizowane zostało na bazie Inspektoratu Jazdy Nr 1 w Warszawie.
W latach 1924–1937 organizacja pokojowa dywizji nie ulegała większym zmianom i wyglądała następująco:
- Dowództwo 2 Dywizji Kawalerii w Warszawie
- I Brygada Kawalerii w Warszawie
- XII Brygada Kawalerii w Ostrołęce
- XIII Brygada Kawalerii w Płocku
- 1 dywizjon artylerii konnej w Warszawie
- 12 dywizjon artylerii konnej w Ostrołęce
- 2 szwadron samochodów pancernych w Warszawie
- 2 szwadron pionierów w Warszawie
- szkoła podchorążych rezerwy kawalerii nr 2 przy 2 DK w Ostrołęce

W 1935 zorganizowano pluton łączności 2 DK, który dwa lata później rozwinięto w szwadron łączności Mazowieckiej Brygady Kawalerii.
W marcu 1937 roku, w czasie kolejnej reorganizacji kawalerii samodzielnej, rozformowano dowództwa XII i XIII Brygady Kawalerii oraz 12 dak. Dowództwu 2 DK podporządkowano bezpośrednio 1 pszw. i 1 psk. 
Minister spraw wojskowych rozkazem Dep. Dow. Og. 1820. Org. Tj. nadał z dniem 1 kwietnia 1937 roku dotychczasowej 2 Dywizji Kawalerii nazwę „Dywizja Kawalerii”, a dotychczasowej 1 Brygadzie Kawalerii nazwę „Mazowiecka Brygada Kawalerii”. Dowódcy Mazowieckiej BK podporządkowano 7 i 11 puł. oraz 4 psk i 1 dak. natomiast 5 puł. został podporządkowany dowódcy Podlaskiej Brygady Kawalerii.
W 1938 roku, po przeniesieniu generała Bolesława Wieniawa-Długoszowskiego w stan nieczynny i mianowaniu go ambasadorem w Rzymie, 1 pszw. i 1 psk zostały podporządkowane pod względem wyszkolenia dowódcy Mazowieckiej BK, płk dypl. Janowi Karczowi.
Dowództwo Dywizji Kawalerii zostało rozformowane z dniem 1 lutego 1939 roku na podstawie rozkazu L.dz. 11420/tj. Departamentu Dowodzenia Ogólnego M.S.Wojsk. Oba pułki (1 pszw. i 1 psk) podporządkowano pod każdym względem dowódcy Mazowieckiej BK.
Po rozformowaniu Dowództwa DK do planu mobilizacyjnego „W” wprowadzono Kwaterę Główną Grupy Operacyjnej Kawalerii Nr 2, mobilizowaną w Warszawie, w grupie jednostek oznaczonych kolorem żółtym.
W kwietniu tego roku 4 psk został podporządkowany dowódcy Nowogródzkiej Brygady Kawalerii w miejsce 3 psk.

## Obsada personalna dowództwa dywizji
Dowódcy dywizji

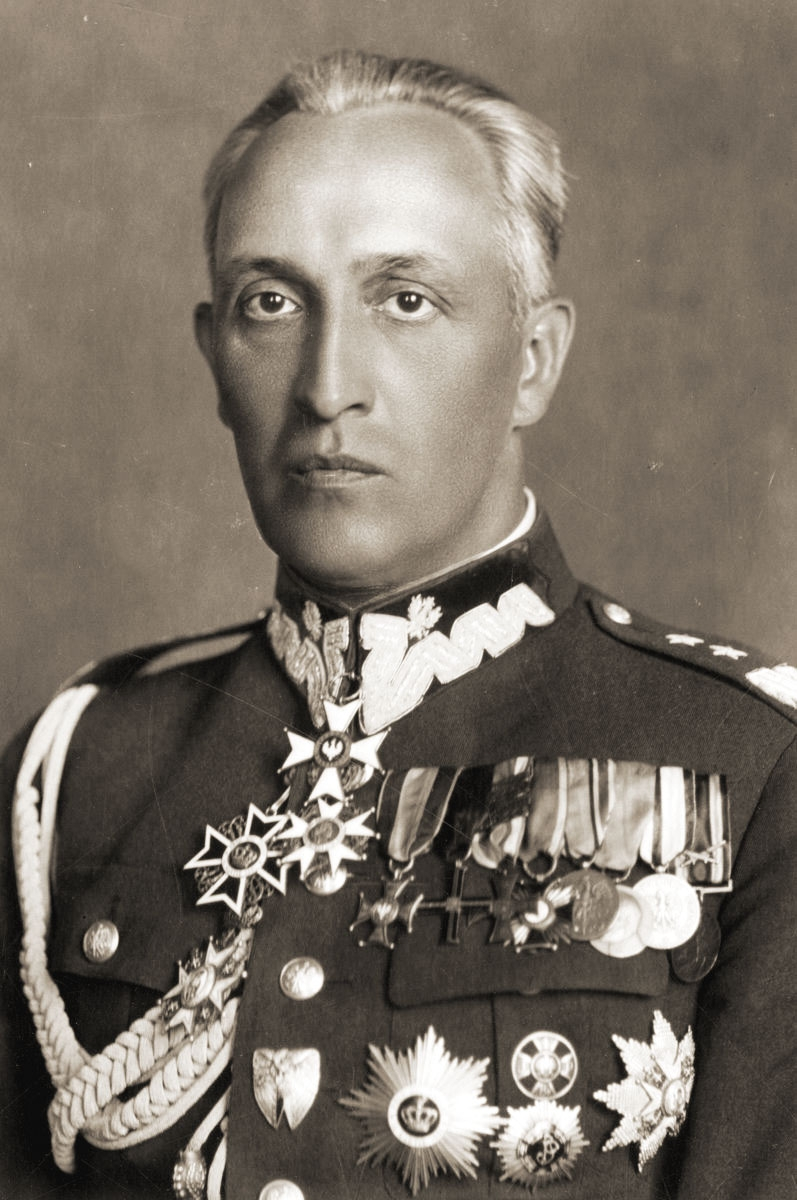
Gen. Gustaw Orlicz-Dreszer

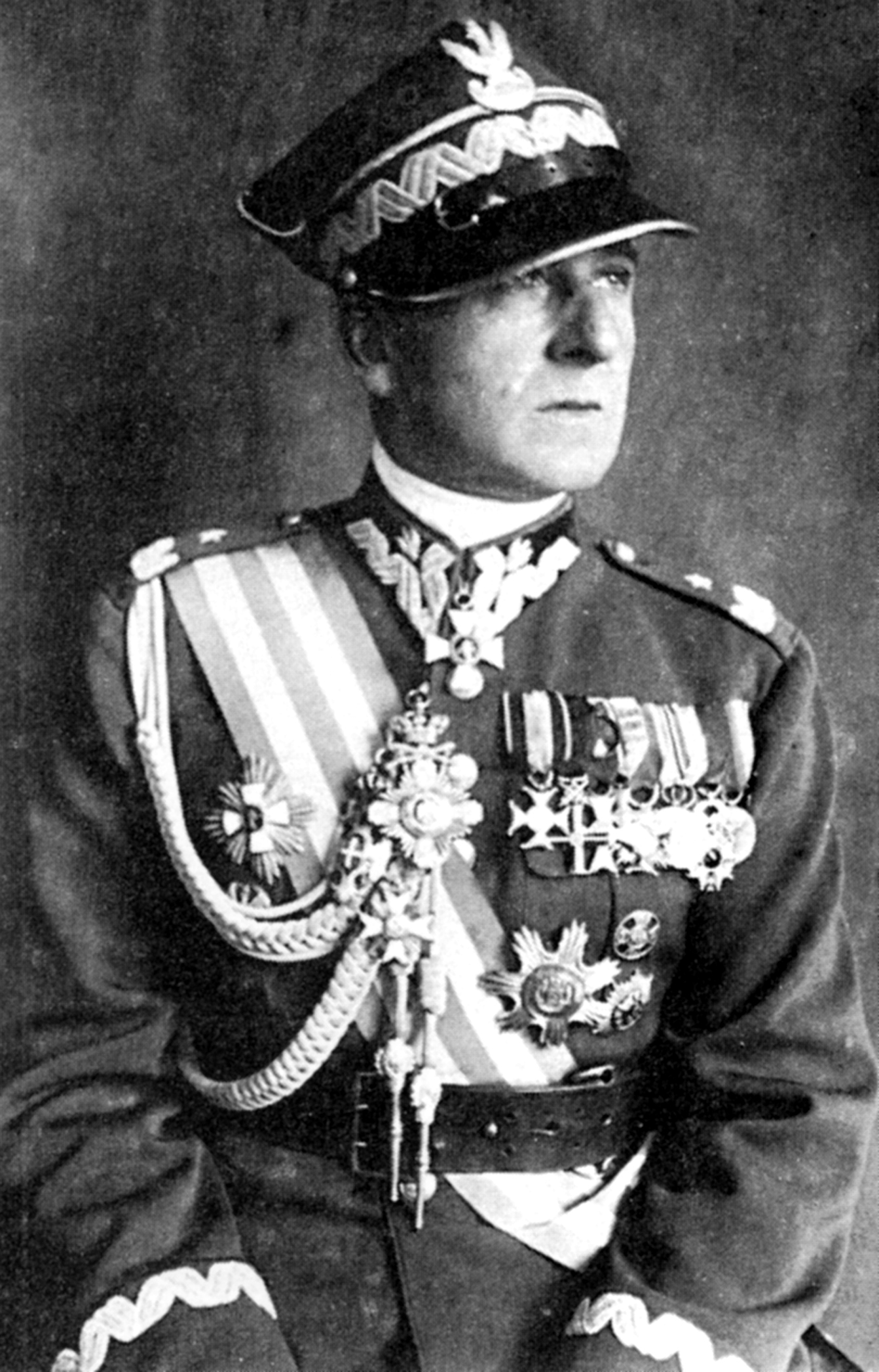
Gen. Bolesław Wieniawa-Długoszowski

- gen. bryg. Gustaw Orlicz-Dreszer (1 VI 1924 - 16 XI 1925)
- gen. bryg. Jan Sawicki (16 XI – 31 XII 1925)
- gen. bryg. Gustaw Orlicz-Dreszer (31 XII 1925 – I 1932)
- płk Stefan Strzemieński (wz. 11 XI 1926 – 6 XI 1930)
- płk dypl. / gen. bryg. Bolesław Wieniawa-Długoszowski (wz. 7 XI 1930 - I 1932 i dowódca I 1932 - 13 IV 1938)

Dowódca artylerii konnej dywizji kawalerii
- płk art. Leon Dunin-Wolski (1924-1930)

Szefowie sztabu dywizji
- ppłk SG Stanisław Lubiński (1924 - 1925)
- ppłk SG Ludwik Kmicic-Skrzyński (X 1925 – IX 1926)
- rtm. SG Aleksander Jan Łubieński (p.o. od XI 1926)
- mjr dypl. kaw. Kazimierz Dworak (X 1927 – II 1930 → zastępca dowódcy 15 puł)
- mjr dypl. kaw. Rafał Protassowicki (II[3] – III 1930 → zastępca dowódcy 7 psk[4])
- rtm. dypl. Antoni Grudziński (p.o. 24 IV[5] - 1 XI 1930 → skład osobowy inspektora armii we Lwowie)
- mjr dypl. kaw. Józef Trepto (1 XI 1930 - 23 III 1932 → zastępca dowódcy 1 pszwol.)
- mjr dypl. kaw. Władysław Chwalibogowski (III 1932[6] – X 1933[7])
- ppłk dypl. kaw. Józef Szostak (1 X 1933 – 21 III 1935 → zastępca dowódcy 1 pszwol.)
- mjr dypl. kaw. Jan Jastrzębski (od 31 VIII 1935[8])